# Tabocas
Tabocas é o quinto distrito brasileiro do município de Exu, no Sertão Pernambucano. Criado e anexado ao município sede pela lei municipal nº 170 de 10 de dezembro de 1958, é, com exceção do distrito sede, o quarto distrito mais populoso de Exu. O distrito tabocas, faz parte do território exuense junto aos distritos de Timorante, Viração, Zé Gomes e os povoados de São Felix e União São Bento. Anteriormente fazia parte do distrito de Viração, quando este era denominado de Canabrava até 1937.

## História
Surgiu anteriormente com o nome "Tabocas" em 1931, quando o distrito de Canabrava passou a denominar-se por esse nome e integrando-se como quarto distrito do município de Exu, permanecendo até o final de 1937 quando volta a se denominar Canabrava. Pela lei municipal n° 170 de 10 de dezembro de 1958, é criado o distrito de Tabocas e anexado ao município de Exu. Em divisão territorial datada de 1 de julho de 1960 o município de Exu, é constituído de 5 distritos: Exu, Tabocas, Timorante, Viração e Zé Gomes. Assim permanecendo em divisão territorial datada em 2005.

## Geografia
Localiza-se a uma latitude 7°26'05.8" S sul e a uma longitude  39°50'35.3" oeste, estando a uma altitude de 523 metros. Sua população em 2010 era de 2.149 habitantes.

## Clima
O clima em Tabocas, assim como nos demais distritos que compões o território do seu município sede Exu, é semiárido quente, frio no inverno e quente no verão,possui grandes intervalos no período chuvoso, onde suas estações chuvosas são irregulares e demoram até a próxima estação, dando em alguns pontos um ar de deserto e as vezes ocorrem focos de incêndio.
| Dados climatológicos para Tabocas | Dados climatológicos para Tabocas | Dados climatológicos para Tabocas | Dados climatológicos para Tabocas | Dados climatológicos para Tabocas | Dados climatológicos para Tabocas | Dados climatológicos para Tabocas | Dados climatológicos para Tabocas | Dados climatológicos para Tabocas | Dados climatológicos para Tabocas | Dados climatológicos para Tabocas | Dados climatológicos para Tabocas | Dados climatológicos para Tabocas | Dados climatológicos para Tabocas |
| Mês                               | Jan                               | Fev                               | Mar                               | Abr                               | Mai                               | Jun                               | Jul                               | Ago                               | Set                               | Out                               | Nov                               | Dez                               | Ano                               |
| --------------------------------- | --------------------------------- | --------------------------------- | --------------------------------- | --------------------------------- | --------------------------------- | --------------------------------- | --------------------------------- | --------------------------------- | --------------------------------- | --------------------------------- | --------------------------------- | --------------------------------- | --------------------------------- |
| Temperatura máxima média (°C)     | 30,6                              | 29,7                              | 28,8                              | 28,2                              | 27,6                              | 27,4                              | 27,6                              | 28,8                              | 30,3                              | 31,3                              | 31,5                              | 31,2                              | 29,4                              |
| Temperatura média (°C)            | 25,4                              | 24,9                              | 24,3                              | 23,9                              | 23,2                              | 22,5                              | 22,3                              | 23                                | 24,3                              | 25,2                              | 25,6                              | 25,6                              | 24,2                              |
| Temperatura mínima média (°C)     | 20,2                              | 20,1                              | 19,9                              | 19,6                              | 18,8                              | 17,7                              | 17,1                              | 17,3                              | 18,3                              | 19,2                              | 19,8                              | 20,1                              | 19                                |
| Precipitação (mm)                 | 121                               | 134                               | 190                               | 146                               | 71                                | 38                                | 21                                | 11                                | 10                                | 18                                | 37                                | 68                                | 865                               |
| Fonte: Climate Data.              |                                   |                                   |                                   |                                   |                                   |                                   |                                   |                                   |                                   |                                   |                                   |                                   |                                   |